# Черношейная поганка

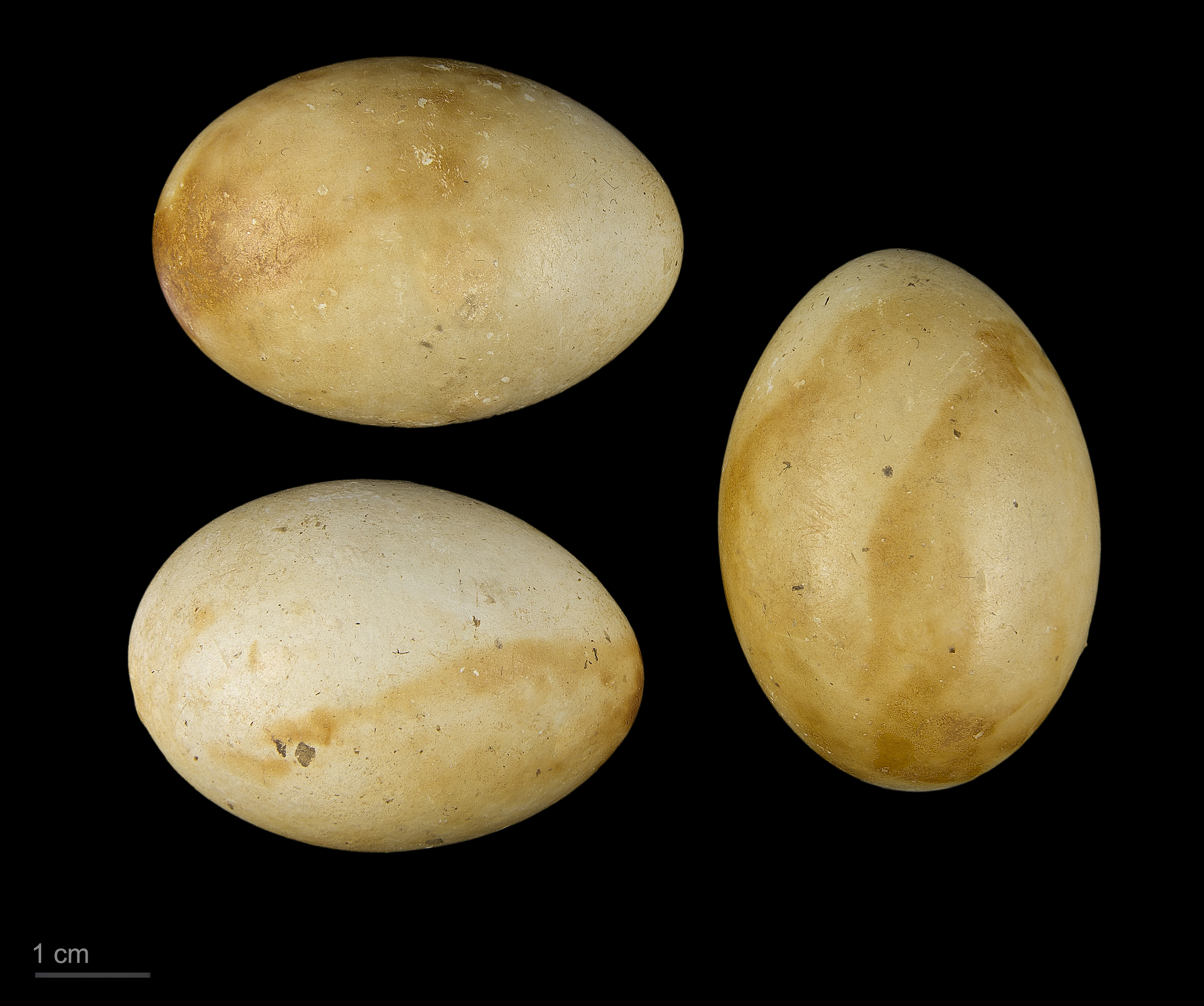
яйцо Podiceps nigricollis - Тулузский музеум

Черношейная поганка (лат. Podiceps nigricollis) — водоплавающая птица из семейства поганковых, размером с голубя.

## Внешний вид
Размером чуть меньше красношейной поганки. Длина тела достигает 28—34 см, масса 250—600 г. Весной и летом голова и шея чёрные, за глазами пучки перьев золотистого цвета, торчащие назад и книзу. Зимой отличается слегка вздёрнутым тёмно-серым клювом, серой шапочкой, заходящей ниже уровня глаз, и серой спереди шеей. Туловище сверху чёрно-бурое, бока тела рыжие, с тёмными пестринами, низ тела – белый. В полёте видны тёмные концы крыльев.

## Распространение
Гнездится в Европе, средней и южной Азии, на большей части Африки, на юге и юго-западе США и на севере Южной Америки. В России распространена  от западных границ до Томска и западных окраин Алтая. На севере ареала — перелётная птица.

## Места обитания
Часто селится совместно с чайками, крачками и другими птицами. Гнездится на разнообразных водоёмах, преимущественно на стоячих, однако охотно селится на речных протоках и заводях. На пролёте встречается даже на горных реках. При этом на водоёме обязательно наличие зарослей водных растений, хотя к ним этот вид поганок привязан меньше других. Не избегает и открытых пространств. 

## Поведение
Большую часть времени проводит на воде, на берег выходит редко. Плывущая птица держит шею вертикально. При опасности предпочитает нырять, а не взлетать, хотя гораздо легче, чем другие поганки, поднимается с воды, и способна совершать длительные перелёты. Из всех поганок этот вид наиболее общественный. На пролёте птицы держатся стаями.
Издаёт разнообразные звуки вроде «шпили» и трель.

## Питание
Питается в основном водными беспозвоночными.

## Размножение
Половая зрелость наступает на первом году жизни. При гнездовании собирается, как правило, в колонии от пяти-шести до нескольких сотен пар птиц в каждой, но иногда селится и отдельными парами. В среднюю полосу России прилетает в апреле. Как в строительстве гнезда, так и в высиживании яиц принимают участие оба родителя. Насиживание продолжается 20—22 дня.
Гнёзда у поганок плавучие, изредка располагающиеся на тростниковом настиле. Представляют собой мокрую кучу из отмершей водной растительности. Форма гнезда округлая или продолговатая. Размеры гнезда: 16—30 см в диаметре (13—16 см из которых — диаметр лотка), 16—45 см по высоте (причём только 2,5—3,5 см находятся над водой, что соответствует глубине лотка).
Кладка состоит из 3—6 беловато-зеленоватых яиц без рисунка, размером 39—47 на 28—32 мм. Во время насиживания зачастую оказываются мокрыми и грязными из-за частичного погружения гнезда в воду. Форма яиц отличается почти полным отсутствием разницы между передним и задним концами.
Появившиеся птенцы одеты в тёмный пух, с тёмными продольными полосами на спине. После вылупления уже могут плавать и нырять. Время от времени они забираются на спину матери, чтобы погреться и отдохнуть. Родители держатся с выводком в зарослях камыша. Так продолжается в течение первых восьми месяцев.